# Jussi Adler-Olsen
Carl Valdemar Jussi Henry Adler-Olsen (født 2. august 1950 i København) er en dansk forlagschef, skribent, redaktør, forfatter og iværksætter. 
Jussi Adler-Olsens karriere er præget af stor aktivitet og engagement inden for et bredt spektrum af specielt medierelaterede aktiviteter. Han debuterede i 1984 som faglitterær forfatter. Hans skønlitterære debut er i 1997 og seneste roman er Døde sjæle synger ikke i samarbejde med Line Holm og Stine Bolther fra 2025 - 11. roman i Afdeling Q-serien. Modtog i 2015 Ridderkorset.

## Opvækst
Adler Olsen er født i København som yngste og eneste dreng i en søskendeflok på fire. Han er søn af sexolog og psykiater Henry Olsen og boede med familien i embedsboliger på flere sindssygehospitaler i Danmark, herunder syv år i Brønderslev. I sin tidlige ungdom spillede han guitar i flere bands. Student fra Rødovre Statsskole i 1970. Herefter studerede han frem til 1978 en række fag ved Københavns Universitet: medicin, samfundsfag (bl.a. deleksamen i nyere politisk historie) og i filmvidenskab (bifag).

## Erhvervskarriere

### Tegneserier, tegnefilm og fredsarbejde
Sideløbende med sine universitetsstudier drev Adler-Olsen 1972-80 tegneserieantikvariatet Pegasus på Nørrebro og importerede film, tegneserier, faglitteratur og plakater, han var desuden redaktør og korrekturlæser på forskellige magasiner og tegneserieudgivelser 1978-83. Fra 1981-83 fungerede han som organisator i koordinationsgruppen i den danske fredsbevægelse, og 1983-84 komponerede han musik til tegnefilmen ”Valhalla” sammen med Bent Hesselmann og Ron Goodwin.

### Forlægger
I 1984 grundlagde Jussi Adler-Olsen Forlaget Donna, som han drev frem til 1989. Det udgav bl.a. et tegneserieleksikon, bøger om Groucho Marx og Rune T. Kiddes "Øldrikkerens Lille Grønne. Han arbejdede derefter som freelanceredaktør ved Pressens Illustration Bureau 1987-89. I 1990 headhuntede Bonnier ham til en stilling som administrerende direktør for deres tegneserieforlag Interpresse, hvor han bl.a.  var ansvarshavende udgiver for deres bladudgivelser. Tre år senere overgik han til en stilling som forlagschef for det Bonnier-ejede ugebladsprojekt TV Guiden, som han bestred frem til 1995.

### Fuldtidsforfatter og iværksætter
Jussi Adler-Olsen har siden 1995 ernæret sig som fuldtidsforfatter og dramatiker, men har dog sideløbende været engageret i forskellige forretningsprojekter som bestyrelsesmedlem i Dansk Photovoltaik A/S (2002-08), Solarstocc AG (2003-06) og DK Technologies A/S, Herlev (2004-2007) og administrerende direktør i egne selskaber (Dansk Photovoltaik A/S, adlerolsen.dep ApS, adlerolsen.energy A/S, adlerolsen.games A/S, adlerolsen.estate ApS).

## Litterær karriere
- 1978–80 – Manusforfatter til Walter Lantz og Disneyhistorier i Danmark og Holland
- 1980–85 – Idemand, redaktør og udgiver af Danmarks første tegneserieleksikon, Komiklex alias Dansk Tegneserie Leksikon, der jævnligt opdateres og genudgives.
- 1980–82 – Skriver sin første roman, Russisk Kabale, under et halvårs ophold i Holland. Romanen forbliver i skuffen.
- 1984 – Oversætter bl.a. Chants & Hoggs Atomkrig.
- 1984–85 – Forfatter og udgiver af to bestsellere bøger om Groucho Marx.
- 1988–89 – Udgiver Fred på tryk, bibliografi over dansk freds- og sikkerhedspolitisk litteratur.
- 1995–nu – Fuldtidsforfatter og dramatiker

Adler-Olsens romaner er udgivet på over 40 sprog. Ud over Danmark har han særligt i Norge, Tyskland og Holland fået enorm succes, og er jævnligt på bestsellerlisterne og topper jævnligt bestsellerlisterne i flere andre lande. Adler-Olsens bøger har bl.a. været på The New York Times’ Paperback-bestsellerliste adskillige indie bestsellerlister i USA. På bestsellerlisterne i adskillige andre lande, herunder Østrig, Island, Norge, Frankrig, Holland, Spanien, Sverige og Schweiz.

## Privatliv
Adler-Olsen er gift med Hanne. De har været et par siden 1970.
I 2015 var egenkapitalen i hans firma ADLER OLSEN.DEP 72 mio kr. og havde haft en omsætning på 34 mio. kr. Han udbetalte 8 mio. kr. som løn til sig selv dette år.
Adler-Olsen købte en stor villa i Valby for 12,5 mio kr. Han solgte ejendommen igen i 2021 for 22,6 mio. kr.
I november 2021 meddelte han, at han var blevet smittet med coronavirus.
I et interview til Politiken, der blev offentliggjort den 1. februar 2025, fortalte han, at han er uhelbredeligt syg af knoglemarvskræft.

### Faglitteratur
- Groucho & Co's groveste, 1984 (under navnet Jussi H. Olsen)
- Videocounter, 1985 (under navnet Jussi H. Olsen)
- Dansk tegneserie lexikon – den store Komiklex, 1985 (under navnet Jussi Henry Olsen)
- Groucho – en Marx Brother bag facaden, 1985 (under navnet Jussi H. Olsen)

### Skønlitteratur
- Alfabethuset – (roman), 1997
- Og hun takkede guderne – (tidl. Firmaknuseren) – (roman), 2003
- Washington dekretet – (roman), 2006
- Små pikante drab – (maxi-novelle), 2011

#### Afdeling Q
- Kvinden i buret – Afdeling Q nr. 1, 2007
- Fasandræberne – Afdeling Q nr. 2, 2008
- Flaskepost fra P – Afdeling Q nr. 3, 2009
- Journal 64 – Afdeling Q nr. 4, 2010
- Marco effekten – Afdeling Q nr. 5, 2012
- Den grænseløse – Afdeling Q nr. 6, 2014
- Selfies - Afdeling Q nr. 7, 2016
- Offer 2117 - Afdeling Q nr. 8, 2019
- Natrium Chlorid - Afdeling Q nr. 9, 2021
- 7 m2 med lås - Afdeling Q nr. 10, 2023
- Døde sjæle synger ikke - Afdeling Q nr. 11 i samarbejde med Line Holm og Stine Bolther, 2025

#### Tegneserie
- Sprækken – 2019

## Filmatiseringer
- Kvinden i buret er filmatiseret af Zentropa i 2012, og blev den mest sete i Danmark i 2013. Allerød Kommune har bidraget økonomisk til filmen.[7]
- Fasandræberne blev også filmatiseret af Zentropa, og havde dansk premiere den 2. oktober 2014.
- Flaskepost fra P er blevet filmatiseret af Zentropa og havde dansk premiere den 3. marts 2016.
- Journal 64 er ligeledes filmatiseret af Zentropa og havde dansk premiere den 4. oktober 2018.
- Marco effekten er filmatiseret af Nordisk Film og havde dansk premiere den 27. maj 2021.

I maj 2025 udkom en serie baseret på "Kvinden i Buret" på Netflix.  Serien er skrevet og instrueret af Scott Frank og produceret af Left Bank Pictures. Serien hedder Afdeling Q - på engelsk Dept. Q.

## Teater
Spidsrod teaterstykke i to akter – finaledeltager i dramakonkurrencen DramaRama i april 2005. Århus Teater, Katapult scenen.
Westfälisches Landestheater har med Sabrina Ullrich udarbejdet et teaterstykke baseret på Kvinden i Buret. Det havde premiere den 19. oktober 2013 i Castrop-Rauxel.

## Priser og nomineringer
- 2010 - Modtaget Harald Mogensen-prisen for Flaskepost fra P uddelt af Det Danske Kriminalakademi
- 2010 - Modtaget Glasnøglen for Flaskepost fra P uddelt af Skandinaviska Kriminalsälskapet
- 2010 - Modtaget Læsernes Bogpris uddelt af Berlingske Tidende
- 2010 - Nomineret til Best Thriller of 2010 i Holland (blev #2) www.crimezone.nl
- 2011 - Nomineret til Buchliebling 2011 i Østrig (blev #4)
- 2011 - Nomineret til Die Beste Bücher 2011 Leserpreis i Tyskland (blev #3)
- 2011 - Modtaget Boghandlernes Gyldne Laurbær. [9]
- 2012 - Modtaget The Sealed Room Award i Japan - Best Foreign Novel of the Year 2011
- 2012 - Modtaget Prix du Livre Robinsonnais, kategori 'Policiers'
- 2012 - Modtaget Danskernes Yndlingsforfatter uddelt af Bog & Ide baseret på afgivne stemmer blandt læsere
- 2012 - Modtaget Krimi-Blitz 2011 i Tyskland uddelt af bladet Krimi-Couch baseret på afgivne stemmer blandt læsere
- 2012 - Modtaget Prix de Lectrices de ELLE i Frankrig i kategorien Policier
- 2012 - Modtaget The Barry Award for Best Novel 2012 i USA for The Keeper of Lost Causes (på dansk Kvinden i Buret)
- 2012 - På shortliste til Der Leserpreis – die besten Buecher 2012 (blev nr. 7) - http://www.lovelybooks.de/leserpreis/2012/Spannung-Krimi-Thriller/
- 2013 - Modtaget Danskernes Yndlingsforfatter uddelt af Bog & Ide baseret på afgivne stemmer blandt læsere. Efter dette er reglerne lavet om. Nu kan man ikke vinde mere end 3 år i træk.
- 2013 - Modtaget Årets Lydbog for Flaskepost for P i Sverige
- 2013 - Modtaget Prix Plume du Thriller international i Frankrig
- 2013 - Nomineret til 2013 International IMPAC DUBLIN Literary Award
- 2013 - Modtaget Prix des Lecteurs catégorie Polar i Frankrig - uddelt af Le Livre de Poche
- 2013 - Modtaget Marthaprisen 2013 uddelt af Bog & Ide baseret på afgivne stemmer blandt læsere
- 2013 - Nomineret til Lovely Books "Der Leserpreis Die Besten Bücher 2013" i Tyskland
- 2014 - Modtaget Coup de cœur de La Griffe Noire ved pocketbogs festivalen Saint-Maur en Poche i Frankrig 21. juni, 2014
- 2014 - Nomineret til The Barry Award for Best Novel 2014 i USA for Flaskepost fra P
- 2014 - Modtaget Le Prix d'honneur Boréales/Région Basse-Normandie du polar nordique for Journal 64 i Frankrig, 29. november 2014.
- 2014/2015 - Modtager Der Europäische Preis für Kriminalliteratur (The Ripper Award) 2014-2015. Overrækkelse fandt sted 17. marts 2015 i Unna, Tyskland
- 2015 - Modtaget MIMI, dem Krimi-Publikumspreis des deutschen Buchhandels 2015 i Tyskland. Baseret på afgivne stemmer blandt læsere.
- 2015 - Nomineret til Lovely Books "Der Leserpreis Die Besten Bücher 2015" i Tyskland i kategorien "Krimi und Thriller" for "Verheissung" [10]
- 2015 - Nomineret til The Barry Award for Best Novel 2015 i USA for Marco Effekten
- 2015 - Modtaget Mystery Lover's Book of the Year - CRIME Award 2015 for The Keeper of Lost Causes - uddelt af Carondelet Branch Library (en del af St. Louis Public Library) i St. Louis, Missouri USA. [11]
- 2017 - Nomineret til Krimimessen i Horsens Publikumspris 2017
- 2017 - Modtaget æresbevisningen "Årets Æreshåndværker 2017" tildelt af Haandværkerforeningen i København.[12]
- 2017 - Modtaget "BookStar Award 2017" Festival of European Litterature, Makedonien
- 2017 - Nomineret til Lovely Books "Der Leserpreis Die Besten Bücher 2017" i Tyskland i kategorien "Krimi und Thriller" for "Selfies" [10]
- 2018 - Nomineret til Krimimessen i Horsens Publikumspris 2018
- 2019 - Modtaget "Publikumspris 2019" - Krimimessen i Horsens
- 2019 - Nomineret til Lovely Books "Der Leserpreis Die Besten Bücher 2019" i Tyskland i kategorien "Krimi und Thriller" for "Offer 2117" [10]
- 2019 - Modtaget "Årets bog 2019" på Saxo for "Offer 2117" <[13]
- 2019 - Nomineret til Mofibo Awards i kategorien: "Krimi og Spænding" i Danmark for "Offer 2117" <[14]
- 2020 - Modtaget Babelio Awards i kategorien: "Polar et thriller" i Frankrig for "Offer 2117"
- 2022 - Modtaget Rheinbacher Glasdolch  <[15]
- 2023 - Nomineret til Mofibo Awards i kategorien: "Krimi og Spænding" i Danmark for "Offer 2117" <[16]
- 2023 - Nomineret til The Petrona Award for "The Shadow Murders" <[17]
- 2024 - Nomineret til "Publikumspris 2024" - Krimimessen i Horsens [18]
- 2025 - Nomineret til Mofibo Awards i kategorien: "Krimi og Spænding" i Danmark for "7m2 med lås" <[19]
- 2025 - Nomineret til "Publikumspris 2025" - Krimimessen i Horsens [20]
- 2025 - Nomineret "Vi Elsker Serier 2025" - I kategorien "Bedste kriminalroman" for "Døde sjæle synger ikke" [21]